# 福島県の県道一覧
福島県の県道一覧（ふくしまけんのけんどういちらん）は、福島県を通る県道の一覧である。福島県の県道標識は路線番号と路線名がそれぞれ記載された六角形の標識2枚と、多くの場合主要地点までの距離や現在地が記載された補助標識1枚の計3枚1組で設置されている。

## 主要地方道（001-076）
- 1 群馬県道・福島県道1号沼田檜枝岐線（沼田街道。桧枝岐村御池 - 沼山峠間と群馬県片品村大清水小屋 - 一ノ瀬休憩所間はバス専用道で一般車通年通行不可。県境部は歩行者専用道で冬期閉鎖。群馬県片品村-沼田市間は国道120号及び国道401号と重複）
- 2 山形県道・福島県道2号米沢猪苗代線（西吾妻スカイバレー、以前は有料道路。冬期閉鎖）
- 3 福島県道3号福島飯坂線（飯坂街道、旧国道13号）
- 4 福島県道4号福島保原線（保原街道）
- 5 福島県道5号上名倉飯坂伊達線（フルーツライン・伊達街道）
- 6 福島県道6号郡山湖南線（三森街道）
- 7 福島県道7号猪苗代塩川線
- 8 福島県道8号本宮熱海線（会津街道）
- 9 福島県道9号猪苗代湖南線
- 10 茨城県道・福島県道10号日立いわき線
- 11 福島県道11号白河石川線（御斎所街道）
- 12 福島県道12号原町川俣線（相馬街道）
- 13 福島県道13号小野田母神線（新町街道）
- 14 福島県道14号いわき石川線（御斎所街道）
- 15 福島県道15号小名浜四倉線
- 16 福島県道16号喜多方西会津線
- 17 福島県道17号郡山停車場線（郡山駅前大通り、旧国道4号、昭和通り）
- 18 福島県道18号白河停車場線（小峰通り）
- 19 福島県道19号船引大越小野線（新町街道）
- 20 福島県道20号いわき上三坂小野線（旧国道6号）
- 21 福島県道21号喜多方会津坂下線
- 22 福島県道22号会津坂下会津高田線
- 23 福島県道23号会津高田上三寄線
- 24 福島県道24号中の沢熱海線（「母成グリーンライン」を含む）
- 25 福島県道25号棚倉鮫川線
- 26 福島県道26号小名浜平線（鹿島街道）
- 27 福島県道・茨城県道27号塙大津港線
- 28 福島県道28号本宮三春線（磐城街道）
- 29 福島県道29号長沼喜久田線
- 30 福島県道30号本宮土湯温泉線（ミドルライン、旧土湯街道）
- 31 福島県道31号浪江国見線（伊達・相馬両市境界部不通）
- 32 福島県道32号柳津昭和線
- 33 福島県道33号会津坂下河東線
- 34 福島県道34号相馬浪江線
- 35 福島県道35号いわき浪江線（山麓線）
- 36 福島県道36号小野富岡線
- 37 福島県道37号白河羽鳥線（白河羽鳥レイクライン）
- 38 福島県道・宮城県道38号相馬亘理線（東日本大震災津波被害による不通区間あり）
- 39 福島県道39号川俣安達線（相馬街道）
- 40 福島県道40号飯野三春石川線（県内最長路線）
- 41 福島県道41号小野四倉線（柳生街道）
- 42 福島県道42号矢吹小野線（一部区間有料の自動車専用道路「あぶくま高原道路」を含む）
- 43 福島県道43号会津坂下山都線
- 44 福島県道44号棚倉矢吹線（茨城街道）
- 45 宮城県道・福島県道45号丸森霊山線（宮城県境区間不通。相馬街道）
- 46 宮城県道・福島県道46号白石国見線（羽州街道）
- 47 福島県道47号郡山長沼線（郡山南インター線）
- 48 福島県道48号江名常磐線
- 49 福島県道49号原町浪江線
- 50 福島県道50号浪江三春線（相馬街道）
- 51 福島県道51号霊山松川線（相馬街道、新橋街道）
- 52 福島県道52号土湯温泉線
- 53 福島県道53号会津高田柳津線
- 54 福島県道54号須賀川三春線（磐城街道）
- 55 福島県道55号郡山矢吹線
- 56 福島県道56号常磐勿来線（旧国道6号）
- 57 福島県道57号郡山大越線
- 58 福島県道58号矢吹天栄線
- 59 福島県道59号会津若松三島線（銀山街道。柳津町内に不通区間あり）
- 60 栃木県道・福島県道60号黒磯棚倉線
- 61 福島県道61号塩川山都線
- 62 福島県道62号原町二本松線（一部未舗装区間あり。奥州西街道）
- 63 福島県道63号古殿須賀川線（福島空港道路）
- 64 福島県道64号会津若松裏磐梯線（「磐梯山ゴールドライン」を含む）
- 65 福島県道65号小野郡山線（磐城街道）
- 66 福島県道66号小名浜小野線
- 67 福島県道67号中野須賀川線
- 68 栃木県道・福島県道68号那須西郷線
- 69 福島県道69号北山会津若松線
- 70 福島県道70号福島吾妻裏磐梯線（高湯街道。「磐梯吾妻スカイライン・磐梯吾妻レークライン」を含む）
- 71 福島県道71号勿来浅川線
- 72 福島県道72号会津坂下会津本郷線
- 73 福島県道73号二本松金屋線
- 74 福島県道74号原町海老相馬線
- 75 福島県道75号塙泉崎線
- 76 栃木県道・福島県道76号伊王野白河線（旧・坂本白河線。旧奥州街道）

## 一般県道(101-396)

### 100番台
- 101 宮城県道・福島県道101号丸森梁川線
- 102 宮城県道・福島県道102号平松梁川線
- 103 宮城県道・福島県道103号金山新地停車場線
- 104 宮城県道・福島県道104号川前梁川線（宮城県内は国道349号と重複）
- 105 福島県道105号旅人勿来線
- 106 福島県道106号石川矢吹線
- 107 宮城県道・福島県道107号赤井畑国見線（宮城県境部通行止め）
- 108 福島県道108号矢吹堀込線
- 109 福島県道109号安積長沼線
- 110 福島県道110号田村安積線
- 111 茨城県道・福島県道111号高萩塙線
- 112 福島県道112号富岡大越線
- 113 福島県道113号常葉芦沢線
- 114 福島県道114号福島安達線（旧国道4号）
- 115 福島県道115号三春日和田線
- 116 福島県道116号二本松三春線
- 117 福島県道117号二本松川俣線
- 118 福島県道118号本宮岩代線（奥州西街道）
- 119 福島県道119号本宮常葉線
- 120 福島県道120号浪江鹿島線
- 121 福島県道121号日下石新沼線（旧国道6号）
- 122 福島県道122号梁川霊山線
- 123 福島県道123号保原伊達崎桑折線（霊山新道）
- 124 福島県道124号飯坂桑折線（飯坂新道）
- 125 福島県道125号保原桑折線（保原新道）
- 126 福島県道126号福島微温湯線（微温湯街道・水保街道）
- 127 福島県道127号会津坂下塩川線
- 128 福島県道128号会津若松会津高田線
- 129 福島県道129号二本松安達線（奥州街道）
- 130 福島県道130号会津高田会津本郷線
- 131 福島県道131号下郷会津本郷線
- 132 福島県道132号只見停車場線
- 133 福島県道133号赤井停車場線
- 134 福島県道134号皿貝勿来停車場線
- 135 福島県道135号三株下市萱小川線
- 136 福島県道136号平田小野線
- 137 福島県道137号泉崎石川線
- 138 福島県道138号母畑須賀川線
- 139 福島県道139号母畑白河線
- 140 福島県道140号石川鴇子線
- 141 福島県道141号玉川田村線
- 142 福島県道142号河内郡山線（うねめ通り）
- 143 福島県道143号仁井田郡山線
- 144 福島県道144号谷田川三春線
- 145 福島県道145号吉間田滝根線
- 146 福島県道146号石筵本宮線
- 147 福島県道147号松川渋川線
- 148 福島県道148号水原福島線（旧国道4号・大森街道）
- 149 福島県道149号月舘霊山線
- 150 福島県道150号伊達霊山線
- 151 福島県道151号山都柳津線
- 152 福島県道152号橋本会津高田線
- 153 福島県道153号小林会津宮下停車場線
- 154 福島県道154号常葉野川線
- 155 福島県道155号飯坂瀬ノ上線（瀬上街道）
- 156 福島県道156号小名浜港線
- 157 福島県道157号久之浜港線
- 158 福島県道158号湯本停車場線（ブロンズ通り）
- 159 福島県道159号草野停車場線
- 160 福島県道160号四倉停車場線
- 161 福島県道161号久ノ浜停車場線
- 162 福島県道162号木戸停車場線
- 163 福島県道163号富岡停車場線
- 164 福島県道164号鹿島日下石線
- 165 福島県道165号夜ノ森停車場線
- 166 福島県道166号大野停車場大川原線
- 167 福島県道167号浪江停車場線
- 168 福島県道168号小高停車場線
- 169 福島県道169号磐城太田停車場線
- 170 福島県道170号鹿島停車場線
- 171 福島県道171号新地停車場釣師線
- 172 福島県道172号船引停車場線
- 173 福島県道173号東館停車場線
- 174 福島県道174号磐城石井停車場線
- 175 福島県道175号磐城塙停車場線
- 176 福島県道176号近津停車場線
- 177 福島県道177号磐城棚倉停車場線
- 178 福島県道178号磐城浅川停車場線
- 179 福島県道179号里白石停車場線
- 180 福島県道180号川東停車場線
- 181 福島県道181号谷田川停車場線
- 182 福島県道182号磐城守山停車場線
- 183 福島県道183号白坂停車場線
- 184 福島県道184号白坂停車場小田倉線
- 185 福島県道185号久田野停車場線
- 186 福島県道186号矢吹停車場線
- 187 福島県道187号須賀川停車場線
- 188 福島県道188号日和田停車場線
- 189 福島県道189号本宮停車場線
- 190 福島県道190号二本松停車場線
- 191 福島県道191号安達停車場線
- 192 福島県道192号松川停車場戸ノ内線
- 193 福島県道193号金谷川停車場線
- 194 福島県道194号金谷川停車場石内線
- 195 福島県道・茨城県道195号下関河内小生瀬線
- 196 福島県道・茨城県道196号石井大子線
- 197 福島県道197号東福島停車場線
- 198 福島県道198号庭坂停車場線
- 199 福島県道199号安子ヶ島停車場線

### 200番台
- 200 福島県道200号磐梯熱海停車場線
- 201 福島県道201号上戸停車場線
- 202 福島県道202号関都停車場金田線
- 203 福島県道203号川桁停車場堅田線
- 204 福島県道204号猪苗代停車場線
- 205 福島県道205号翁島停車場線
- 206 福島県道206号翁島停車場磐根線
- 207 福島県道207号磐梯町停車場線
- 208 福島県道208号福島空港西線
- 209 福島県道209号塩川停車場線
- 210 福島県道210号喜多方停車場線
- 211 福島県道211号西若松停車場南町線
- 212 福島県道212号門田停車場線
- 213 福島県道213号芦ノ牧温泉停車場線
- 214 福島県道214号芦ノ牧温泉南停車場線
- 215 福島県道215号湯野上温泉停車場線
- 216 福島県道216号弥五島停車場線
- 217 福島県道217号会津下郷停車場線
- 218 福島県道218号会津田島停車場線
- 219 福島県道219号会津本郷停車場上米塚線
- 220 福島県道220号会津高田停車場線
- 221 福島県道221号新鶴停車場線
- 222 福島県道222号会津坂下停車場線
- 223 福島県道223号塔寺停車場線
- 224 福島県道224号会津坂本停車場線
- 225 福島県道225号会津柳津停車場線
- 226 福島県道226号会津郷戸停車場線
- 227 福島県道227号下舘停車場線
- 228 福島県道・宮城県道228号相馬大内線
- 229 福島県道229号甲塚古墳線
- 230 福島県道230号矢祭山八槻線
- 231 福島県道231号山本不動線
- 232 福島県道232号南湖公園線
- 233 福島県道233号雲水峰江持線
- 234 福島県道234号舟津福良線
- 235 福島県道235号羽鳥福良線
- 236 福島県道236号青松浜線
- 237 福島県道237号小栗山宮下線
- 238 福島県道238号窪田江栗線
- 239 福島県道239号泉岩間植田線
- 240 福島県道240号釜戸小名浜線
- 241 福島県道241号下高久谷川瀬線
- 242 福島県道242号赤坂東野塙線
- 243 福島県道243号小浜上郡山線
- 244 福島県道244号山田岡上郡山線（旧・小塙上郡山線）
- 245 福島県道245号白岩久之浜線
- 246 福島県道246号折木筒木原久之浜線
- 247 福島県道247号片倉末続停車場線
- 248 福島県道248号小川赤井平線
- 249 福島県道249号上戸渡広野線
- 250 福島県道250号下川内竜田停車場線
- 251 福島県道251号小良ヶ浜野上線
- 252 福島県道252号夫沢大野停車場線
- 253 福島県道253号落合浪江線
- 254 福島県道254号長塚請戸浪江線
- 255 福島県道255号幾世橋小高線
- 256 福島県道256号井手長塚線
- 257 福島県道257号仲ノ森加倉線
- 258 福島県道258号中ノ内小高線
- 259 福島県道259号城下小高線
- 260 福島県道260号北泉小高線
- 261 福島県道261号大甕磐城太田停車場線
- 262 福島県道262号小浜字町線
- 263 福島県道263号下渋佐南新田線
- 264 福島県道264号馬場太田線
- 265 福島県道265号烏崎江垂線
- 266 福島県道266号南海老鹿島線
- 267 福島県道267号大芦鹿島線
- 268 福島県道268号草野大倉鹿島線
- 269 福島県道269号月舘川俣線
- 270 福島県道270号山上赤木線
- 271 福島県道271号磯部日下石線
- 272 福島県道272号原釜椎木線
- 273 福島県道273号赤柴中島線
- 274 福島県道274号赤坂西野石川線
- 275 福島県道275号明内田中線
- 276 福島県道276号浅川古殿線
- 277 福島県道277号社田浅川線
- 278 福島県道278号釜子金山線
- 279 福島県道279号高萩久田野停車場線
- 280 福島県道280号中野番沢線
- 281 福島県道281号増見小田倉線
- 282 福島県道282号十日市矢吹線
- 283 福島県道283号須賀川矢吹線
- 284 福島県道284号曲木中野目線
- 285 福島県道285号北方遅沢線
- 286 福島県道286号鴇子夏井停車場線
- 287 福島県道287号上川内川前線
- 288 福島県道288号玉川鏡石線
- 289 福島県道289号下松本鏡石停車場線
- 290 栃木県道・福島県道290号那須甲子線（旧・那須甲子有料道路）
- 291 福島県道291号木ノ崎岩淵線
- 292 福島県道292号牧ノ内長沼線
- 293 福島県道293号江持谷田川停車場線
- 294 福島県道294号三穂田須賀川線
- 295 福島県道295号芦ノ口大槻線
- 296 福島県道296号荒井郡山線
- 297 福島県道297号斎藤下行合線
- 298 福島県道298号阿久津舞木停車場線
- 299 福島県道299号実沢要田線

### 300番台
- 300 福島県道300号門沢三春線
- 301 福島県道301号栗出菅谷線
- 302 福島県道302号柳渡戸常葉線
- 303 福島県道303号石沢荻田線
- 304 福島県道304号大橋五百川停車場線
- 305 福島県道305号木幡飯野線
- 306 福島県道306号大沢広表線
- 307 福島県道307号福島飯野線
- 308 福島県道308号山口渡利線
- 309 福島県道309号岡部渡利線
- 310 福島県道310号庭坂福島線（庭坂街道・八島田街道）
- 311 福島県道311号八島田笹木野停車場線
- 312 福島県道312号折戸笹谷線（旧国道13号）
- 313 福島県道313号中野梍町線
- 314 福島県道314号東湯野寺屋敷線
- 315 福島県道315号臼石月舘線
- 316 福島県道316号広畑月舘線
- 317 福島県道317号山口保原線
- 318 福島県道318号上小国下川原線
- 319 福島県道319号穴原十綱線（旧国道399号）
- 320 福島県道320号五十沢国見線（大枝街道）
- 321 福島県道321号大枝貝田線
- 322 福島県道322号壷楊本町線
- 323 福島県道323号野老沢川桁停車場線
- 324 福島県道324号猪苗代スキー場線
- 325 福島県道325号湯川大町線
- 326 福島県道326号浜崎高野会津若松線
- 327 福島県道327号広田停車場線
- 328 福島県道328号中沢西若松停車場線
- 329 福島県道329号湯野上会津高田線（会津美里・下郷両町境界部不通）
- 330 福島県道330号大内会津高田線
- 331 福島県道331号熊の目浜崎線
- 332 福島県道332号熊倉塩川線
- 333 福島県道333号日中喜多方線
- 334 福島県道334号熱塩温泉追分線
- 335 福島県道335号大平喜多方線
- 336 福島県道336号熱塩加納会津坂下線
- 337 福島県道337号喜多方河東線
- 338 福島県道338号上郷下野尻線
- 339 福島県道339号大久保野沢停車場線
- 340 福島県道340号上郷舟渡線
- 341 福島県道341号別舟渡線
- 342 福島県道342号藤小椿線
- 343 福島県道343号飯谷大巻線
- 344 福島県道344号名入西方停車場線
- 345 福島県道345号郷戸滝谷停車場線
- 346 福島県道346号戸赤栄富線[1]
- 347 福島県道347号高陦田島線
- 348 福島県道348号落合豊成線
- 349 福島県道349号向山会津長野停車場線
- 350 栃木県道・福島県道350号栗山舘岩線（栃木県境部は冬期閉鎖。未舗装区間あり）
- 351 福島県道351号大倉大橋浜野線
- 352 福島県道352号布沢横田線
- 353 福島県道353号国見福島線（旧国道4号・羽州街道）
- 354 福島県道354号安達太良山線（塩沢街道）
- 355 福島県道355号須賀川二本松線（旧国道4号、郡山市内に一方通行区間あり）
- 356 福島県道356号広野停車場線
- 357 福島県道357号岩根日和田線
- 358 福島県道358号川前停車場上三坂線
- 359 福島県道359号神俣停車場川前線
- 360 福島県道360号小林舘の川線
- 361 福島県道361号奥川新郷線
- 362 福島県道362号南福島停車場線
- 363 福島県道363号八茎四倉線
- 364 福島県道364号上移常葉線
- 365 福島県道365号赤留塔寺線
- 366 福島県道366号滝谷桧原線
- 367 福島県道367号新郷荻野停車場線
- 368 福島県道368号馬場平杉田線
- 369 栃木県道・福島県道369号黒磯田島線（栃木県境部不通）
- 370 福島県道370号上野尻停車場線
- 371 福島県道371号湯の岳別所線（かつての有料道路「湯の岳パノラマライン」）
- 372 福島県道372号須賀川二本松自転車道線
- 373 （欠番 福島県道373号福島停車場線は2025年3月27日に廃止[2]。福島駅前通り）
- 374 福島県道374号東山温泉線
- 375 福島県道375号松川浦港線
- 376 福島県道376号湖南湊線
- 377 福島県道377号八溝山線
- 378 福島県道378号高久鹿島線
- 379 福島県道379号矢祭棚倉自転車道線
- 380 福島県道380号岳温泉大玉線
- 381 福島県道381号あぶくま洞都路線
- 382 福島県道382号豊間四倉線
- 383 福島県道383号熱塩加納山都西会津線
- 384 福島県道384号徳沢宝坂線
- 385 福島県道385号一ノ木藤沢線
- 386 福島県道386号岳温泉線
- 387 福島県道387号飯坂保原線（福島北幹線）
- 388 福島県道388号白坂関辺線
- 389 福島県道389号相馬港線
- 390 福島県道390号才鉢前山線
- 391 福島県道391号広野小高線
- 392 福島県道392号会津若松熱塩温泉自転車道線
- 393 福島県道393号上北迫下北迫線
- 394 福島県道394号相馬新地線（旧国道6号、相馬バイパス並行路線）
- 395 福島県道395号四倉久之浜線（旧国道6号、久之浜バイパス並行路線）
- 396 福島県道396号神俣停車場小野線[3]（旧福島県道36号小野富岡線）